# 브라질의 국기

비율 7:10

브라질의 국기 이름은 "노랑과 초록"을 뜻하는 '아 아우리베르지'(포르투갈어: A Auriverde)이며, 최근의 국기는 1992년 5월 11일에 제정되었다. 국기 비율은 7:10이다.
초록 바탕에는 노란색 마름모가 있고 그 안에 파랑 원이 있으며 원 안에는 흰색 띠가 가로질러 있다. 초록은 농업과 산림 자원을, 노랑은 광업과 지하 자원을, 파랑은 하늘을 나타낸다.
천구의(天球儀) 안에 그려진 별자리 그림은 브라질이 공화정을 선언한 1889년 11월 15일 8시 30분에 리우데자네이루의 하늘에 펼쳐진 것이라고 한다. 파랑 원 안에는 브라질을 구성하는 주와 연방구를 의미하는 27개의 별이 있다. 흰색 띠 안에는 "질서와 진보"(포르투갈어: Ordem e Progresso)라는 브라질의 포르투갈어 나라 표어가 초록색으로 씌어져 있다.
대학 교수인 하이문두 T. 멘지스(Raimundo T. Mendes)가 디자인하였다. 첫 국기는 1889년 11월 19일에 제정하였고 1960년과 1968년에 각각 수정되었으며, 1992년 5월 11일 브라질 헌법 제8421조에 의하여 다시 제정하였다.

## 규격과 색상
브라질의 국기 규격과 색상은 다음과 같다.

브라질의 국기 규격

| 색상 | 초록               | 노랑                | 파랑               | 하양                  |
| ---- | ------------------ | ------------------- | ------------------ | --------------------- |
| RGB  | 0–155–58 (#009B3A) | 254–223–0 (#FEDF00) | 0–39–118 (#002776) | 255–255–255 (#FFFFFF) |

## 주를 상징하는 별

브라질 국기의 항성들.

브라질의 국기에는 브라질을 구성하는 주와 연방구를 의미하는 27개의 별이 있다. 미국의 국기와 마찬가지로 브라질에서 새로운 주가 신설되면 브라질의 국기에 새로운 별이 추가된다.
우측 그림에서 남십자자리는 국기 중앙 6번이다. 국기 최하단에 가장 어두운 별 7번은 팔분의자리 시그마(남극성)이며, 연방구를 상징한다. 중앙 약간 상단을 관통하는 표어 띠는 개략적으로 황도를 나타낸다. 이 띠 위에 있는 별 4는 영토 북부의 가장 큰 주 파라 주를 상징한다.
2016년 하계 올림픽 대회 폐막식에서는 브라질 국기 게양과 국가 연주 당시 하얀옷을 입은 27명의 어린이들이 브라질 국기에 그려진 27개의 별을 직접 표현하여 연출한 적이 있다.
다음은 별자리에 대응되는 실제 주의 명칭들이다.
- 남십자자리는 남동부 4개 주(상파울루주, 미나스제라이스주, 리우데자네이루주, 이스피리투산투주)와 북동부 바이아주를 상징한다.

- 전갈자리는 북동부 8개 주(세르지피주, 알라고아스주, 페르남부쿠주, 파라이바주, 히우그란지두노르치주, 세아라주, 피아우이주, 마라냥주)를 상징한다.

- 남쪽삼각형자리는 남부 3개 주(파라나 주, 산타카타리나주, 히우그란지두술주)를 상징한다.

- 별자리가 아닌 단독성 4개(프로키온, 스피카, 카노푸스, 팔분의자리 시그마)는 각각 아마조나스주, 파라 주, 고이아스주, 브라질 연방구를 상징한다.

- 바다뱀자리는 새로 생긴 마투그로수두술주와 아크리주를 상징한다.

- 큰개자리는 마투그로수주(시리우스가 이 주의 상징이다.)와 아마존 지역 북부 지대 3개 주(토칸칭스주, 호라이마주, 아마파주)를 상징한다.

그림에 있는 각 번호는 다음과 같다.
1. 프로키온(작은개자리 알파)
2. 큰개자리. 가장 큰 별은 시리우스이다.
3. 카노푸스(용골자리 알파)
4. 스피카(처녀자리 알파)
5. 바다뱀자리
6. 남십자자리
7. 팔분의자리 시그마(천구의 남극에 가장 가까움)
8. 남쪽삼각형자리
9. 전갈자리. 가장 큰 별은 안타레스이다.

## 그 외의 기

브라질의 해군기
브라질의 대통령기
브라질의 부통령기
브라질의 국방부 장관기

## 옛 국기

### 공화정 이전
공화정이 선언되기 이전의 국기는 형태는 지금과 동일하나 가운데에 파란색 원 대신 브라질 제국 시절의 문장이 그려져 있었다고 한다. 그 국기는 1822년에 제정되었고, 1870년에 삼국 동맹 전쟁(브라질에서는 '파라과이 전쟁'이라고 부름)에서 승리하여 주를 상징하는 별이 하나 더 추가되었다. 1889년에 공화정을 선언하면서 폐지되었다.

네덜란드령 브라질 (1630년-1654년)
브라질 공국 (1645년–1816년)
포르투갈 브라질 알가르브 연합왕국 (1816년–1822년)
브라질 연합왕국 (1816년–1822년)
브라질 제국 (1822년 9월 18일–12월 1일)
브라질 제국 (1822년 12월 1일–1870년)
브라질 제국 (1870년–1889년 11월 15일)

### 공화정 이후

브라질 연방 공화국의 최초 공화국기 (1889년 11월 15일-1889년 11월 19일)
(1889년 11월 19일–1960년 4월 14일)
(1960년 4월 14일–1968년 5월 28일)
(1968년 5월 28일–1992년 5월 11일)

### 그 외의 기

브라질의 대통령기 (1907-1947)
브라질의 대통령기 (1947-1968)
브라질의 대통령기 (1968-1971)
브라질의 대통령기 (1971-1992)
브라질의 부통령기 (1971-1992)

## 주기
다음은 브라질의 주의 기 목록이다.
| 기 | 설명                      |
| -- | ------------------------- |
|    | 아크레 주의 기            |
|    | 알라고아스주의 기         |
|    | 아마파주의 기             |
|    | 아마조나스주의 기         |
|    | 바이아주의 기             |
|    | 세아라주의 기             |
|    | 이스피리투산투주의 기     |
|    | 고이아스주의 기           |
|    | 마라냥주의 기             |
|    | 마투그로수주의 기         |
|    | 마투그로수두술주의 기     |
|    | 미나스제라이스주의 기     |
|    | 파라 주의 기              |
|    | 파라이바주의 기           |
|    | 파라나 주의 기            |
|    | 페르남부쿠주의 기         |
|    | 피아우이주의 기           |
|    | 리우데자네이루주의 기     |
|    | 히우그란지두노르치주의 기 |
|    | 히우그란지두술주의 기     |
|    | 혼도니아주의 기           |
|    | 호라이마주의 기           |
|    | 산타카타리나주의 기       |
|    | 상파울루주의 기           |
|    | 세르지피주의 기           |
|    | 토칸칭스주의 기           |
|    | 연방구의 기               |

## 기타

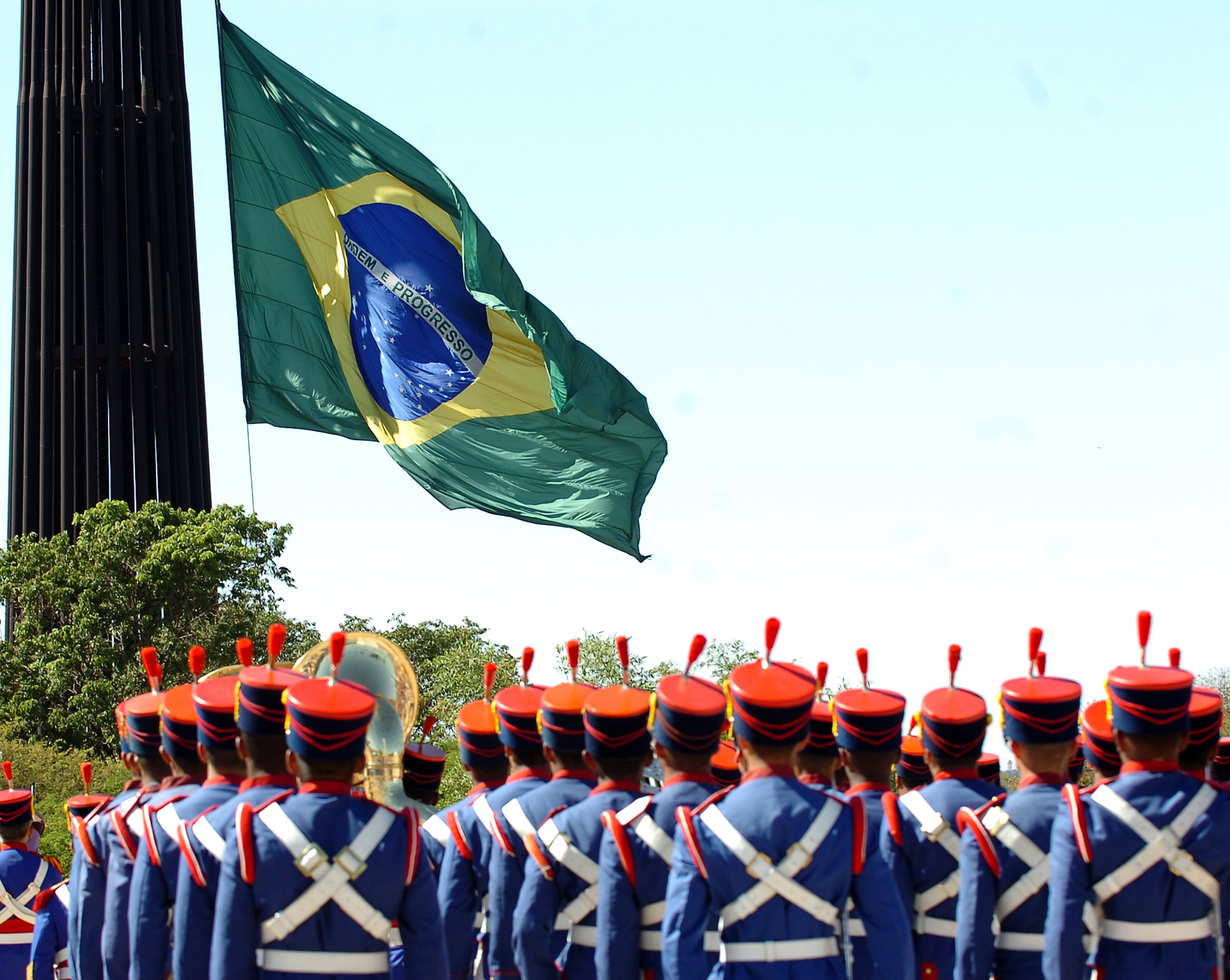
삼권 광장에서 게양되는 브라질의 국기

수도 브라질리아 내 '삼권 광장'(Square of the Three Powers)에 있는 브라질 국기는 주기적으로 게양되는 국기로는 세계에서 가장 큰 규모이다. 이 국기의 무게는 건조시 약 600 킬로그램이며 크기는 가로 100미터, 세로 70미터에 이른다.